# Denominacionalismo
Uma denominação religiosa é um subgrupo dentro de uma religião que opera sob um nome, tradição e identidade comuns.
O termo refere-se principalmente às várias denominações cristãs (por exemplo, Ortodoxa Oriental, Católica Romana, e as muitas variedades de protestantismo). Também é usado para descrever os quatro ramos do judaísmo (Ortodoxo, Conservador, Reforma, e Reconstrucionista). Dentro do Islã, pode se referir aos ramos ou seitas (como sunita,  xiita, e ahmadiyya), como também às suas subdivisões e sub-seitas, schools of jurisprudence, escolas teológicas e movimentos religiosos.
A maior denominação religiosa é o Islamismo sunita, seguido pelo Catolicismo romano.